# Kuki Zalazar
José Luis „Kuki“ Zalazar Martínez (* 5. Mai 1998 in Montevideo, Uruguay) ist ein spanischer Fußballspieler. Der Außenstürmer steht beim FC Córdoba unter Vertrag.

## Leben
Zalazar wurde am 5. Mai 1998 in Montevideo als Sohn des ehemaligen uruguayischen Fußballnationalspielers José Luis Zalazar geboren. Seine jüngeren Brüder Rodrigo Zalazar, unter anderen Eintracht Frankfurt, FC St. Pauli und FC Schalke 04, und Mauro Zalazar, unter anderen FC Schalke 04, sind ebenfalls Fußballprofis. Noch während seines Säuglingsalters zog die Familie nach Spanien.
Sein erster Jugendverein war Albacete Balompié, für den sein Vater als Repräsentant fungierte. Mit 14 Jahren schloss er sich der Jugendmannschaft vom FC Málaga an. Dort spielte er insgesamt von 2012 bis 2015.

## Vereinskarriere
2014 unterschrieb er für Atlético Malagueño, der zweiten Mannschaft des FC Málaga, einen Profivertrag. Von 2017 bis 2018 wurde er an FC Cartagena verliehen. 2018 wechselte er den Verein und schloss sich Real Valladolid, kam allerdings nur zu zwei Ligaspielen für die erste Mannschaft. Er debütierte am 19. Spieltag, am 19. Januar 2021 beim 0:0 gegen FC Elche in der Primera División für die Profimannschaft. Am 20. Spieltag gelang ihm beim 2:2-Unentschieden gegen UD Levante seine erste Torvorlage. Hauptsächlich wurde er in der zweiten Mannschaft eingesetzt, für die er in 84 Ligaspielen 20 Tore erzielte.
2021 schloss er sich dem SD Ponferradina an, der damals in der Segunda División spielte. Nach bereits einer Saison, in der er in 28 Ligaspielen torlos blieb, verließ er den Verein bereits wieder. Er wurde von Deportivo La Coruña verpflichtet, für die er in 30 Spielen zwei Tore erzielen konnte. Doch auch dort endete die Zusammenarbeit nach bereits einer Saison. Seinen neuen Verein fand er zur Spielzeit 2023/24 beim FC Córdoba. In seiner Debütsaison erzielte er in 30 Ligaspielen vier Tore.

## Nationalmannschaft
2014 kam Zalazar, der sich im Gegensatz zu seinem Bruder Rodrigo für Spanien und gegen Uruguay entschied, zu vier Einsätzen für die U16 Spaniens. Ihm gelang ein Tor. Noch im selben Jahr wurde er in die Mannschaft der U17 hochgezogen. Für die Juniorenauswahl kam er in 17 Spielen zum Einsatz und konnte sechs Tore erzielen. Er nahm für Spanien an der U-17-Fußball-Europameisterschaft 2015 in Bulgarien teil. Im Viertelfinale schied die Mannschaft gegen die deutsche Auswahl aus. Zalazar konnte in fünf Turniereinsätzen ein Tor erzielen.